# Oliver Stone – Amerika elhallgatott történelme

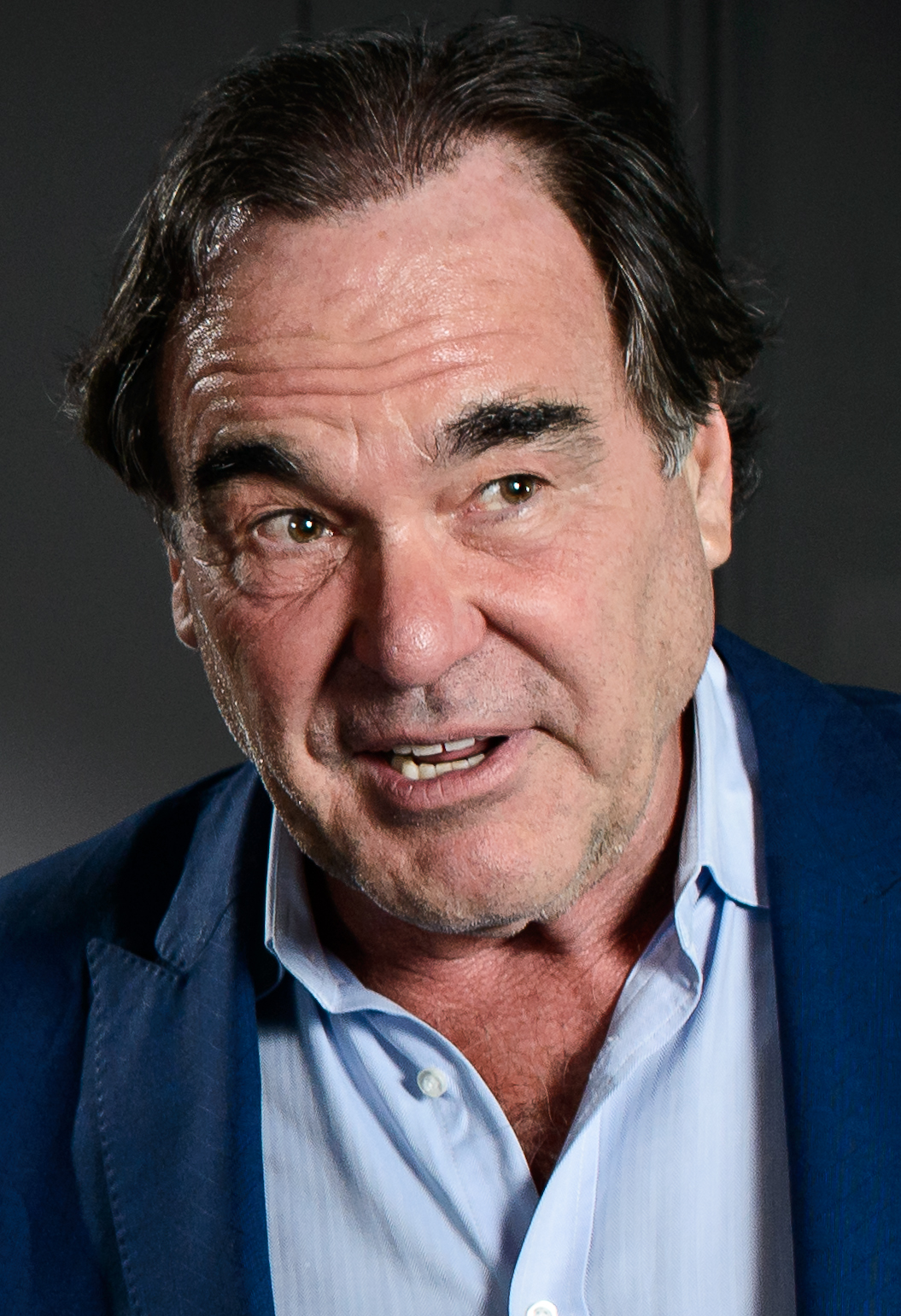
Oliver Stone 2013-ban

Az Oliver Stone – Amerika elhallgatott történelme (The Untold History of the United States) Oliver Stone 2012-ben bemutatott tíz részes, a DVD kiadásban megtekinthető két bevezető résszel tizenkét részes dokumentumfilm sorozata.
A sorozat egyes epizódjait korabeli híradó filmekből, amatőr felvételekből, képes riportokból, néhol archív fotók felhasználásával állították össze. De rövid részletek is megjelennek főleg korabeli híres amerikai játékfilmekből, de még szovjet filmekből is. A képanyagot végig Oliver Stone elbeszélése kíséri a magyar szinkronos változatban Barbinek Péter tolmácsolásában.

## Epizódok
- Prologue: Chapter A – World War I, the Russian Revolution & Woodrow Wilson (~Bevezető: A – Az I. világháború, az Orosz Forradalom és Woodrow Wilson)
- Prologue: Chapter B – 1920-1940, Franklin D. Roosevelt, Adolf Hitler and Joseph Stalin (~Bevezető: B – 1920-1940, Franklin D. Roosevelt, Adolf Hitler és Joszif Sztálin)

- 1. A második világháború (World War Two)
- 2. Roosevelt, Truman és Wallace (Roosevelt, Truman and Wallace)
- 3. A bomba (The Bomb)
- 4. A hidegháború (The Cold War 1945-1950)
- 5. Az ötvenes évek: Eisenhower, a bomba és a harmadik világ (The 50s – Eisenhower, the Bomb & the Third World)
- 6. JFKː A szakadék széle (JFK – To the Brink)
- 7. Johnson, Nixon és Vietnám: Megfordul a szerencse (Johnson, Nixon & Vietnam: Reversal of Fortune)
- 8. Reagan, Gorbacsov és a harmadik világ: A jobboldal felemelkedése (Reagan, Gorbachev & Third World – Rise of the Right)
- 9. Bush és Clinton: Az amerikai győzelembe vetett hit – Az új világrend (Bush & Clinton – Squandered Peace and New World Order)
- 10. Bush és Obama: A rettegés kora (Bush & Obama – Age of Terror)

## Könyv
A sorozat anyaga megjelent könyv formában is:
- Peter Kuznick-Oliver Stone: Amerika elhallgatott történelme (The Untold History of the United States, Simon & Schuster kiadó, 2012), Kossuth Kiadó Zrt., Budapest, 2014, fordította: Angster László, ISBN 9789630981330